# Vztahy Bhútánu a Indie

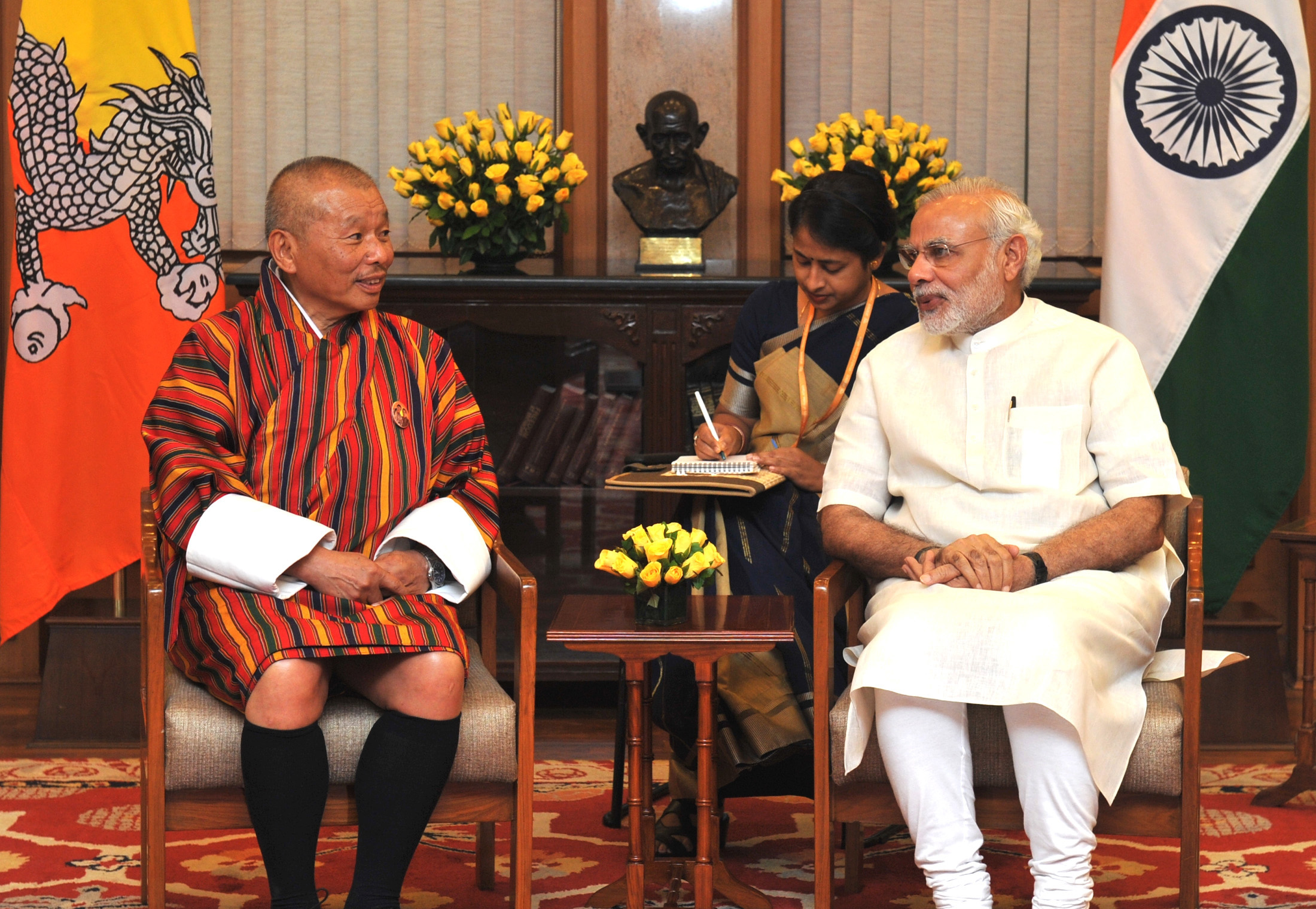
Premiér Indie Naréndra Módí s velvyslancem Bhútánu

Vztahy mezi himálajským královstvím Bhútán a Indickou republikou jsou dlouhodobě blízké, což činí Bhútán chráněným státem. Indie má velký vliv na zahraniční politiku Bhútánu, obranu a obchod. Bhútán je největším příjemcem indické zahraniční pomoci a je jejím největším obchodním partnerem. Indie představuje 98 % jeho vývozu a 90 % dovozu.

## Historie

### 1. polovina 20. století
Bhútán se stal protektorátem Britské Indie po podepsání smlouvy v roce 1910, která umožnila Britům řídit své zahraniční záležitosti a obranu. Bhútán byl jedním z prvních, kdo uznal nezávislost Indie v roce 1947. 9. srpna 1949 oba státy mezi sebou podepsaly smlouvu o přátelství, vyzývající k míru mezi oběma národy. Zároveň Bhútán souhlasil s tím, že nechá Indii "vést" svou zahraniční politiku a obě země budou navzájem úzce konzultovat zahraniční a obranné záležitosti.

### 2. polovina 20. století
Oba národy udržovaly úzké vztahy, jejichž význam vzrostl anexí Tibetu v roce 1950 ze strany Čínské lidové republiky a jejími hraničními spory jak s Bhútánem, tak s Indií. Na rozdíl od Nepálu, kde byla smlouva s Indií z roku 1950 předmětem velkých politických sporů a nacionalistické zášti kvůli indickým přistěhovalcům v Nepálu, povaha vztahů Bhútánu s Indií není ovlivněna obavami, má spíše charakter vzájemné podpory. V roce 1958 tehdejší indický premiér Džaváharlál Néhrú navštívil Bhútán a tím znovu obnovil podporu nezávislosti Bhútánu. Později v indickém parlamentu prohlásil, že jakákoli agrese proti Bhútánu bude považována za agresi proti Indii. V srpnu 1959 se v indických politických kruzích rozšířila fáma, že Čína usiluje o "osvobození" Bhútánu. V tomto období došlo k významnému nárůstu indické hospodářské, vojenské a rozvojové pomoci Bhútánu, který také zahájil program modernizace na posílení své bezpečnosti.

### 21. století a současnost
Indie znovu projednávala smlouvu z roku 1949 s Bhútánem a v roce 2007 podepsala novou smlouvu o přátelství. Nová smlouva nahradila ustanovení, které požadovalo, aby Bhútán přijal indické vedení zahraniční politiky s širší suverenitou. Roku 2008 tehdejší indický premiér Dr. Manmohan Singh navštívil Bhútán a vyjádřil tak silnou podporu bhútánskému posunu směrem k demokracii. Indie povoluje 16 vstupních a výstupních bodů pro bhútánský obchod s jinými zeměmi (jedinou výjimkou je Čína). Indický premiér Narendra Modi slavnostně otevřel budovu Nejvyššího soudu Bhútánu financovanou Indií a to v roce 2014.

## Závěr
Vztahy Indie a Bhútánu jsou dlouhodobě spolupracující. Bhútán mezi prvními uznal nezávislost Indie. Indie je hlavní obchodním partnerem Bhútánu. Indie a Bhútán sdílejí názory na zahraniční a obrannou politiku. Indie podporuje posun Bhútánu směrem k demokracii.